# Harry Worthington

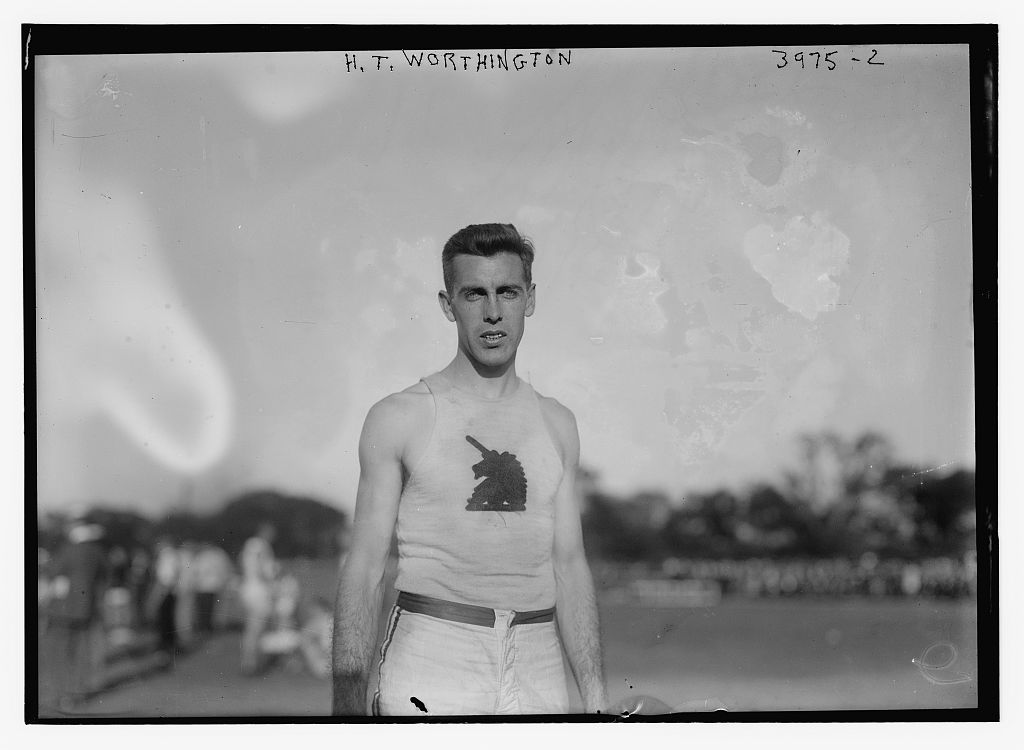
Harry Worthington, 1916

Harry Worthington (Harry Thomas Worthington; * 28. Dezember 1891 in Baltimore; † 4. März 1990 in Bayside, Queens) war ein US-amerikanischer Weitspringer.
Bei den Olympischen Spielen 1912 in Stockholm wurde er Vierter.
1915 und 1916 wurde er US-Meister und für das Dartmouth College startend IC4A-Meister. Seine persönliche Bestleistung von 7,32 m stellte er am 26. Mai 1916 in Cambridge auf. Sein Urenkel Trace Worthington war in den 1990er Jahren als Freestyle-Skier erfolgreich.